# National Board of Review Award alla migliore performance rivelazione maschile
Il National Board of Review Award alla miglior performance rivelazione maschile (National Board of Review Award for Best Breakthrough Performance - Male, dal 2003 al 2005 National Board of Review Award for Best Breakthrough Performance by an Actor) è un premio assegnato annualmente dal 1998 dai membri del National Board of Review of Motion Pictures alla miglior performance rivelazione di un interprete maschile in un film distribuito negli Stati Uniti nel corso dell'anno.

## Albo d'oro

### Anni 1990
- 1998: Billy Crudup - Hi-Lo Country
- 1999: Wes Bentley - American Beauty

### Anni 2000
- 2000: Jamie Bell - Billy Elliot
- 2001: Hayden Christensen - L'ultimo sogno (Life as a House)
- 2002: Derek Luke - Antwone Fisher
- 2003: Paul Giamatti - American Splendor
- 2004: Topher Grace - In Good Company e P.S. Ti amo (P.S.)
- 2005: Terrence Howard - Crash - Contatto fisico (Crash), Get Rich or Die Tryin' e Hustle & Flow - Il colore della musica (Hustle & Flow)
- 2006: Ryan Gosling - Half Nelson
- 2007: Emile Hirsch - Into the Wild - Nelle terre selvagge (Into the Wild)
- 2008: Dev Patel - The Millionaire (Slumdog Millionaire)
- 2009: Jeremy Renner - The Hurt Locker

### Anni 2010
- 2010-2011: non assegnato (è stato invece assegnato un unico premio alla miglior performance rivelazione, senza distinzione di sesso)[1]
- 2012: Tom Holland - The Impossible[2]
- 2013: Michael B. Jordan - Prossima fermata Fruitvale Station (Fruitvale Station)[2]
- 2014-2015: non assegnato (è stato invece assegnato un unico premio alla miglior performance rivelazione, senza distinzione di sesso)[3][4]
- 2016: Lucas Hedges - Manchester by the Sea[5]
- 2017-2018-2019: non assegnato (è stato invece assegnato un unico premio alla miglior performance rivelazione, senza distinzione di sesso)[5][6][7]

### Anni 2020
- 2020-2021: non assegnato (è stato invece assegnato un unico premio alla miglior performance rivelazione, senza distinzione di sesso)[6][8]
- 2022: Gabriel LaBelle per The Fabelmans[9]
- 2023: non assegnato (è stato invece assegnato un unico premio alla miglior performance rivelazione, senza distinzione di sesso)[10]